# Shiroka
Shiroka o Shirokë è un villaggio dell'Albania settentrionale nel comune di Scutari nella prefettura di Scutari, sito sulla riva meridionale del lago di Scutari a pochi chilometri dal confine col Montenegro.

## Geografia fisica
Il villaggio è sito sulla riva meridionale del lago di Scutari alle pendici del monte Tarabosh a circa 3 chilometri da Scutari.

## Storia
Nel 2020 lo studio Casanova+Hernandez ha presentato un progetto, denominato "Tappeto albanese", per la riqualificazione del lungolago di Shiroka.  Il progetto è stato nominato nella categoria architettura contemporanea ai Premi Mies van der Rohe 2022.

## Monumenti e luoghi d'interesse
- Chiesa di San Rocco[4]
- Villa Reale